# ميتش وودز
ميتش وودز (بالإنجليزية: Mitch Woods)‏ هو كاتب أغاني وعازف بيانو أمريكي، ولد في 3 أبريل 1951.